# Ervin Holpert
Ervin Holpert –en serbio, Еpвин Холперт– (Sombor, 22 de abril de 1986) es un deportista serbio que compite en piragüismo en la modalidad de aguas tranquilas.
En los Juegos Europeos de Cracovia 2023 consiguió una medalla de bronce en la prueba de K2 500 m. Ganó dos medallas en el Campeonato Europeo de Piragüismo, en los años 2012 y 2017.

## Palmarés internacional
| Juegos Europeos    | Juegos Europeos    | Juegos Europeos   | Juegos Europeos |
| Año                | Lugar              | Medalla           | Competición     |
| ------------------ | ------------------ | ----------------- | --------------- |
| 2023               | Cracovia (Polonia) | Medalla de bronce | K2 500 m        |
| Campeonato Europeo |                    |                   |                 |
| Año                | Lugar              | Medalla           | Competición     |
| 2012               | Zagreb (Croacia)   | Medalla de bronce | K4 1000 m       |
| 2017               | Plovdiv (Bulgaria) | Medalla de plata  | K2 500 m        |